# Episodi di Fear the Walking Dead (sesta stagione)
La sesta stagione della serie televisiva Fear the Walking Dead, composta da sedici episodi, è stata trasmessa in prima visione negli Stati Uniti d'America dall'emittente AMC dall'11 ottobre 2020 al 13 giugno 2021.
In Italia la stagione è andata in onda in prima visione satellitare su MTV, canale a pagamento della piattaforma Sky, dal 3 aprile al 17 luglio 2021.
| nº | Titolo originale              | Titolo italiano                  | Prima TV USA     | Prima TV Italia |
| -- | ----------------------------- | -------------------------------- | ---------------- | --------------- |
| 1  | The End Is the Beginning      | La fine è l'inizio               | 11 ottobre 2020  | 3 aprile 2021   |
| 2  | Welcome to the Club           | La chiave del futuro             | 18 ottobre 2020  | 10 aprile 2021  |
| 3  | Alaska                        | La peste bubbonica               | 25 ottobre 2020  | 17 aprile 2021  |
| 4  | The Key                       | La strada giusta                 | 1º novembre 2020 | 24 aprile 2021  |
| 5  | Honey                         | Vecchie conoscenze               | 8 novembre 2020  | 1º maggio 2021  |
| 6  | Bury Her Next to Jasper's Leg | Incendio a Tank Town             | 15 novembre 2020 | 8 maggio 2021   |
| 7  | Damage from the Inside        | Un danno dall'interno            | 22 novembre 2020 | 15 maggio 2021  |
| 8  | The Door                      | La porta                         | 11 aprile 2021   | 22 maggio 2021  |
| 9  | Things Left to Do             | Ti resta ancora una cosa da fare | 18 aprile 2021   | 29 maggio 2021  |
| 10 | Handle with Care              | Maneggiare con cura              | 25 aprile 2021   | 5 giugno 2021   |
| 11 | The Holding                   | La proprietà                     | 2 maggio 2021    | 12 giugno 2021  |
| 12 | In Dreams                     | Nei sogni                        | 9 maggio 2021    | 19 giugno 2021  |
| 13 | J.D.                          | J.D.                             | 16 maggio 2021   | 26 giugno 2021  |
| 14 | Mother                        | Madre                            | 23 maggio 2021   | 3 luglio 2021   |
| 15 | USS Pennsylvania              | USS Pennsylvania                 | 6 giugno 2021    | 10 luglio 2021  |
| 16 | The Beginning                 | L'inizio                         | 13 giugno 2021   | 17 luglio 2021  |

## La fine è l'inizio
- Titolo originale: The End Is the Beginning
- Diretto da: Michael E. Satrazemis
- Scritto da: Ian Goldberg e Andrew Chambliss

### Trama
Un uomo di nome Walter chiede aiuto a un altro sopravvissuto di nome Emile perché accortosi che qualcuno lo sta inseguendo da un paio di giorni. Quest'ultimo è tuttavia proprio il suo cacciatore che lo decapita brutalmente, impossessandosi di una chiave che Walter trasportava. Poco dopo Emile riceve la chiamata di Virginia che gli chiede di dare la caccia a Morgan. Quest'ultimo è ancora vivo, ma con la ferita in gangrena, tanto moribondo che i vaganti tendono a ignorarlo. Morgan incontra Isaac, un altro sopravvissuto, che lo aiuta a sfuggire a Emile e lo riporta al suo rifugio. Isaac gli chiede quindi aiuto per portare provviste a sua moglie Rachel, prossima al parto, il cui rifugio è assediato dai vaganti. Emile tuttavia li rintraccia e Morgan per difendersi è costretto a sparagli a un braccio, rubando il suo pick-up per fuggire. Morgan accetta infine di aiutare Isaac quando egli spiega che il suo rifugio è ottimale anche per accogliere i suoi amici, rivelando che conosce tutto il suo gruppo avendo visto le loro registrazioni e di essere un ex membro del gruppo di Virginia, fuggito credendo di poter avere un futuro migliore. Arrivati a destinazione Morgan e Isaac uccidono tutti i vaganti che avevano circondato il rifugio e raggiungono Rachel. La sera stessa vengono però raggiunti nuovamente da Emile: Morgan vuole arrendersi a lui, ma Isaac gli spiega che ha bisogno che sopravviva per prendersi cura anche di sua moglie, rivelando di essere stato morso. Morgan e Isaac affrontano così Emile e dopo uno scontro Morgan lo uccide, abbandonando la pietà che lo aveva sempre contraddistinto. Il mattino dopo Morgan si sveglia scoprendo che Isaac ha estratto il suo proiettile e Rachel ha partorito una bambina, chiamata come lui, ma Isaac è morto. Morgan trova la chiave in possesso di Emile e abbandona simbolicamente il suo bastone, impugnando l'ascia di Emile. Tempo dopo Virginia ritrova una scatola con la testa di Emile, quindi minaccia Morgan via radio di non provare a contattare i suoi compagni, altrimenti li ucciderà uno per uno, perché dovranno continuare a pensare sia morto. Egli ribatte che Morgan Jones è morto e ora dovrà affrontare qualcun altro. Nel frattempo, altrove, due uomini aspettano invano Walter che avrebbe dovuto consegnare la chiave per poter aprire un sottomarino.
- Guest star: Colby Minifie (Virginia), Demetrius Grosse (Emile LaRoux), Michael Abbot Jr. (Isaac), Brigitte Kali Canales (Rachel), Damon Carney (Walter), Craig Nigh (Hill).
- Altri interpreti:
- Ascolti USA: telespettatori 1.590.000 – rating 18-49 anni 0,4%[3]

## La chiave del futuro
- Titolo originale: Welcome to the Club
- Diretto da: Lennie James
- Scritto da: Nazrin Choudhury

### Trama
A un gruppo di prigionieri di Virginia viene ordinato di ripulire un magazzino dai vaganti presenti, ma tutti periscono nel tentativo tranne uno di nome Sanjay che si è tirato indietro. Intanto a Lawton, Alicia e Victor litigano con un ranger che li umilia mentre puliscono le latrine dell'insediamento, venendo difesi da una ragazza di nome Dakota che dice di conoscerli. Per essersi opposti a un ranger vengono puniti da Virginia, che li manda al campo prigionieri. Arrivati lì ritrovano Charlie e Janis e viene ordinato loro di ripulire il magazzino dai vaganti. I quattro discuto sul da farsi: Victor propone di ribellarsi e di uccidere le guardie, mentre Alicia pensa sia una follia attirarsi le ire di Virginia. Mentre discutono appare Dakota che li ha seguiti di nascosto: la ragazza rivela di essere la sorella di Virginia e intende aiutarli, dicendo loro che all'interno del magazzino c'è un'arma che Virginia ritiene indispensabile alla sopravvivenza. Tutti insieme creano un canale per far defluire i vaganti uccidendoli poco alla volta, ma essi rompono le barriere dilagando per il magazzino e uccidendo anche i ranger che tentano di salvare Dakota. Separato dagli altri, Victor pugnala Sanjay dandolo in pasto ai vaganti per attirarli, così che Alicia e Janis possano prendere le armi dei ranger ed eliminare tutti i vaganti. Liberato il magazzino, non trovano però nulla di utile e si arrendono a Virginia quando arriva in cerca della sorella. Virginia spiega fosse una prova di leadership e premia Victor dandogli l'incarico di decidere la sistemazione delle persone. La sera stessa decide di spostare Alicia e Charlie lontano da lui, perché la loro presenza gli impedisce di compiere certe azioni di dubbia moralità. Nel frattempo Daniel, che davanti a tutti appare dimesso e non sembra ricordare nulla, viene avvicinato da Morgan, dimostrando di fingere con tutti gli altri.
- Guest star: Colby Minifie (Virginia), Holly Curran (Janis), Craig Nigh (Hill), Charissa Allen (Adrienne), Samuel French (Ben), Noah Khyle (Cameron), Satya Nikhil Polisetti (Sanjay), Justin Smith (Marcus), Lee Stringer (Jeb).
- Altri interpreti:
- Ascolti USA: telespettatori 1.546.000 – rating 18-49 anni 0,4%[4]

## La peste bubbonica
- Titolo originale: Alaska
- Diretto da: Colman Domingo
- Scritto da: Mallory Westfall

### Trama
Dwight e Althea, su ordine di Virginia, esaminano rifugi invasi dai vaganti per capire cosa li abbia portati alla morte. Dwight scopre che la compagna sta monitorando i messaggi radio di Isabelle, e la esorta a recarsi a un punto di incontro che ha dedotto, fingendo poi la sua morte per sfuggire a Virginia. Arrivati in zona incominciano la salita in un grattacielo per poter arrivare sul tetto: superati alcuni vaganti s'imbattono in Nora e il suo gruppo che li avverte che l'ultimo che è salito sul tetto è stato ucciso. Nora chiede loro aiuto perché tra loro molti sono malati, ma Althea capisce che sono malati di peste bubbonica e decide di continuare a salire pensando siano senza speranza. Dwight scopre però ben presto di essere stato infettato e, raggiunti da Nora, decidono di accompagnare Althea prima di andare a cercare antibiotici. Althea raggiunge così il tetto e spara un razzo di segnalazione per farsi trovare, ma all'ultimo decide di avvertire Isabelle tramite radio che il posto è pieno di malati e quindi non sicuro. Isabelle la ringrazia e le rivela che ci sono degli antibiotici tra le provviste sul tetto, così che Dwight e gli altri possano essere curati. Mentre tornano indietro, discutendo che l'epidemia sia stata provocata di proposito, inaspettatamente Sherry li contatta via radio avendo visto il razzo di segnalazione. Dwight corre fuori dal palazzo e i due finalmente si riabbracciano.
- Guest star: Brigitte Kali Canales (Rachel), Devyn Tyler (Nora), Sydney Lemmon (Isabelle), Todd Terry (Lee).
- Altri interpreti:
- Ascolti USA: telespettatori 1.501.000 – rating 18-49 anni 0,3%[5]

## La strada giusta
- Titolo originale: The Key
- Diretto da: Ron Underwood
- Scritto da: David Johnson

### Trama
John lavora come sceriffo a Lawton, scambiandosi segretamente lettere con June, tramite Janis che lavora alla lavanderia. Cameron, suo collega di guardia, un giorno viene trovato morto ed egli decide di indagare sulle circostanze sospette della morte. Egli trova un orecchino sul posto, ma Virginia lo esorta a non continuare le indagini. Durante il funerale di Cameron, Janis viene fermata mentre cerca di scappare e trovano nel suo zaino il secondo orecchino, perciò viene imprigionata. John la interroga e la donna afferma di essere stata incastrata, confessando di avere avuto una relazione con Cameron e di avere progettato con lui la fuga. John riesuma Cameron e scopre che ha la gola tagliata e il pezzo di un coltello in mano. Comunica a Victor quanto scoperto e insieme cercano in armeria, scoprendo però che l'arma del delitto è scomparsa e il registro è stato strappato. Janis intanto decide di assumersi la colpa e chiede a John di fuggire con la moto che Cameron aveva nascosto per la loro fuga. La notte John cerca di liberarla, ma scopre che è già stata data in pasto ai vaganti poiché Victor ha detto a Virginia che c'era il rischio di fuga.
Virginia decide di premiare il lavoro di John come sceriffo, nominandolo ranger e trasferendo June vicino a lui. Nel frattempo Morgan, dopo aver ricevuto da Daniel una felpa di Grace, cerca di rintracciarla con il cane e il pick-up che erano di Emile. Durante il tragitto viene speronato dai due uomini che cercano la chiave che fu di Walter, così Morgan è costretto a ucciderli quando essi lo aggrediscono.
- Guest star: Colby Minifie (Virginia), Peter Jacobson (Jacob Kessner), Holly Curran (Janis), Craig Nigh (Hill), Joseph Castillo-Midyett (uomo sigaretta), Stephen Brodie (uomo giovane), Noah Khyle (Cameron), Justin Smith (Marcus).
- Altri interpreti:
- Ascolti USA: telespettatori 1.276.000 – rating 18-49 anni 0,3%[6]

## Vecchie conoscenze
- Titolo originale: Honey
- Diretto da: Michael E. Satrazemis
- Scritto da: Ashley Cardiff

### Trama
Dwight e Althea vengono catturati da un gruppo che indossa maschere, scoprendo che sono persone nemiche di Virginia, gruppo di cui anche Sherry fa parte. Il gruppo assalta il blindato ora in possesso di Virginia e Dwight, riuscito a salire a bordo, riesce a scagliare fuori il pilota e prenderne il comando. L'uomo lo ha visto in faccia, ma subito dopo vengono raggiunti da Morgan che ha catturato il pilota prima che potesse fuggire. Morgan cerca di convincere tutti a non lanciarsi in attacchi affrettati e li invita a trasferirsi nel luogo che sta preparando per vivere con tutti, ma sia Dwight sia il gruppo di Sherry vogliono uccidere subito Virginia. Dopo avere cercato invano di interrogare il pilota, Dwight contatta via radio i Pionieri per cercare di attirare Virginia in un'imboscata. Morgan e Althea vogliono impedirlo, ma vengono fermati e imprigionati insieme allo stesso Dwight. Quando i Pionieri arrivano Virginia non è presente e Dwight, riuscito a liberarsi, convince Sherry a non sparare sui nemici presenti mettendo i pericolo i suoi amici che sono con Virginia. Sherry desiste, ma allontana Dwight non volendo coinvolgerlo nel piano di vendetta del suo gruppo. Dwight, Althea e Morgan vestono quindi due vaganti come i primi due per fingere la loro morte, quindi insieme a Nora e il suo gruppo si dirigono nel posto trovato da Morgan.
- Guest star: Craig Nigh (Hill), Devyn Tyler (Nora), Cory Hart (Rollie), Dennis Fitzgerald (Reg), Andres Munar (Oswald), Todd Terry (Lee).
- Altri interpreti:
- Ascolti USA: telespettatori 1.244.000 – rating 18-49 anni 0,3%[7]

## Incendio a Tank Town
- Titolo originale: Bury Her Next to Jasper's Leg
- Diretto da: Sharat Raju
- Scritto da: Alex Delyle

### Trama
Virginia affronta Paige, un membro dei Pionieri sospettata di fare parte di un gruppo sovversivo che lascia scritte sulla fine del mondo in giro. La donna rifiuta di rispondere all'interrogatorio e piuttosto che farsi riportare a Lawtown sottrae la pistola a un ranger e si suicida. Nel frattempo June e Sarah gestiscono un ospedale mobile a bordo di un camion, fallendo spesso nel salvare le persone perché devono coprire una zona troppo ampia. Dopo l'ennesimo fallimento vengono raggiunte da John che cerca di convincere June a fuggire con lui, ma entrambi vengono richiamati ai pozzi petroliferi di Tank Town. Sul posto scoprono che uno dei pozzi è esploso e alcuni operai sono ancora all'interno. Sopraggiunge anche Virginia che entra con loro per attestare la situazione, ritrovando un'altra scritta e determinando che si sia trattato di un sabotaggio. Virginia ritarda le operazioni pretendendo di interrogare i feriti prima di portarli in salvo, in particolare Wesley tra cui effetti trovano delle bombolette spray. A causa di ciò i feriti muoiono trasformandosi in vaganti: mentre Wesley viene portato in salvo un'altra esplosione separa June e Virginia dagli altri. Quest'ultima viene morsa a una mano da un vagante, ma June le impedisce di amputarla accusandola di essere la causa delle loro sventure. Virginia afferma di volere solo proteggere la sua gente e le chiede allora di prendersi cura della sorella Dakota, smuovendo la pietà di June che le amputa la mano e ferma l'emorragia. June ottiene così la gestione autonoma dell'ospedale mobile e che Wendell si ricongiunga a sua sorella. John, saputo che la moglie non intende più fuggire con lui per come sono cambiate le cose, decide ugualmente di andarsene per conto suo.
- Guest star: Colby Minifie (Virginia), Daryl Mitchell (Wendell), Craig Nigh (Hill), Justin Smith (Marcus), Ellen Locy (Paige), Dalex Miller (Malcolm).
- Ascolti USA: telespettatori 1.270.000 – rating 18-49 anni 0,3%[8]

## Un danno dall'interno
- Titolo originale: Damage from the Inside
- Diretto da: Tawnia McKiernan
- Scritto da: Jacob Pinion

### Trama
Mentre Victor scorta con alcuni ranger Dakota in un posto sicuro, si allontana per andare in avanscoperta e quando torna scopre che qualcuno ha ucciso la scorta e Dakota è scomparsa. Contatta quindi Alicia, che lavora come vedetta con Charlie, chiedendole di cercarla. Alicia la rintraccia in un capanno nel bosco in compagnia di Ed, un tassidermista da cui si è rifugiata dopo l'attacco. Anche Charlie si intrufola di nascosto e allarma Alicia che Ed ha sprangato porte e finestre. Alicia contatta via radio Virginia e si accorda per riportare Dakota in cambio della libertà per lei e Charlie, ma durante la notte Ed attira i vaganti perché convinto li possano tenere al sicuro. Alicia e le altre tentano di fuggire, ma vengono sorprese da Ed che, nella colluttazione che ne segue, viene trafitto da un corno. Intanto i vaganti sfondano l'ingresso e divorano Ed, ma le ragazze riescono a sbarazzarsi di loro aiutate dal sopraggiunto Morgan. Quest'ultimo le invita a seguirlo nel suo nascondiglio dove Virginia non potrà trovarli, ma Alicia si oppone quando scopre che è stato lui ad attaccare la carovana e vuole usare Dakota come ostaggio. Morgan, pur di non separarsi ancora, accetta di accogliere Dakota, ma una volta usciti s'imbattono in Victor. Egli vuole riportare Dakota dalla sorella come parte del suo ampio piano di guadagnarsi la fiducia di Virginia, ma Morgan e le altre si oppongono, così è costretto a tornare a mani vuote a Lawton, rivelando che Dakota è insieme a Morgan, Alicia e Charlie. Virginia, adirata, mostra a Victor il nascondiglio dove tiene Grace, volendola usare per riavere tutto il gruppo di Morgan.
- Guest star: Colby Minifie (Virginia), Raphael Sbarge (Ed), Craig Nigh (Hill), Justin Smith (Marcus), Bobbie Grace (Samuels).
- Ascolti USA: telespettatori 1.085.000 – rating 18-49 anni 0,2%[9]

## La porta
- Titolo originale: The Door
- Diretto da: Michael E. Satrazemis
- Scritto da: Ian Goldberg e Andrew Chambliss

### Trama
John, ritornato nella sua baita, medita di suicidarsi, ma viene continuamente distratto dai vaganti trascinati dalla corrente. Risale il fiume fino al ponte dove molti vaganti sono assembrati a una barricata e trova nell'emporio Dakota e Morgan. Quest'ultimo ha la ferita riaperta e i due sono braccati dai ranger di Virginia. Morgan cerca di convincerlo a unirsi al suo gruppo, ma John non trova più scopi per vivere e intende solo aiutarli a superare il ponte. Virginia intanto li contatta via radio minacciando di uccidere Grace e tutti gli altri se faranno del male a Dakota. I tre rimettono in funzione un pick-up con cui sfondano la barricata sul ponte e lo ripuliscono dai vaganti, quindi Morgan contatta Virginia usando come punto d'incontro la baita di John per impedirgli di nascondersi. John intanto scopre per caso Dakota in possesso del pugnale con cui è stato ucciso Cameron: la ragazza confessa di averlo fatto perché non rivelasse a tutti il modo in cui poteva uscire da Lawton, quindi spara a John perché non lo dica a nessuno, spingendolo nel fiume. Morgan, accortosi dell’accaduto, minaccia Dakota, che però rivela di essere stata lei a salvargli la vita quando fu colpito da Virginia. Morgan contatta quest'ultima per chiederle di cercare John lungo il fiume. Mentre i ranger lo setacciano, John arriva alla baita trascinato dalla corrente: June, presente con Virginia, tenta di soccorrerlo, ma è già diventato un vagante ed è costretta a ucciderlo.
- Guest star: Colby Minifie (Virginia), Craig Nigh (Hill), Justin Smith (Marcus), Justin Gray Henry (Ranger).
- Ascolti USA: telespettatori 1.171.000 – rating 18-49 anni 0,2%[10]

## Ti resta ancora una cosa da fare
- Titolo originale: Things Left to Do
- Diretto da: Michael E. Satrazemis
- Scritto da: Nick Bernardone

### Trama
June seppellisce John chiedendo a Virginia perché sua sorella l'abbia ucciso, ma lei risponde di non saperlo. Tornati a Lawton, Virginia raduna gli amici di Morgan minacciandoli e interrogandoli su dove lui si trovi, ma in quel momento sopraggiunge Morgan stesso che rivela ai presenti la verità sull'omicidio di Cameron. Victor rivolta i ranger contro Virginia e inizia una sparatoria: Virginia rimane ferita, ma riesce a rapire Grace e Daniel ordinando a un ranger fedele di nasconderli, quindi convince Morgan a non ucciderla per salvare i suoi amici. Morgan fugge con lei, braccato dai ranger di Victor e dal gruppo di Sherry, mentre Virginia lo implora di incontrare Dakota rivelando che è in realtà sua figlia. I due raggiungono l'accampamento di Morgan, ma i gruppi di Victor e Sherry si presentano alle porte per chiedere la testa di Virginia. Quest'ultima, compreso di non avere via di fuga, decide di liberare Grace e Daniel proponendo una morte veloce da parte Morgan, ma egli decide infine di risparmiarla, facendola parlare con Dakota a cui può finalmente rivelare di essere la madre. Morgan intanto convince gli altri gruppi a risparmiarla e li invita a unirsi a loro, tuttavia sia Victor che Sherry decidono di proseguire con i rispettivi gruppi. June medica Virginia, la quale conferma di avere coperto Dakota: accusandola quindi di essere la causa della morte del marito, June uccide Virginia e lascia l'accampamento.
- Guest star: Colby Minifie (Virginia), Peter Jacobson (Jacob Kessner), Brigitte Kali Canales (Rachel), Craig Nigh (Hill), Cory Hart (Rollie), Todd Terry (Lee).
- Ascolti USA: telespettatori 1.119.000 – rating 18-49 anni 0,2%[11]

## Maneggiare con cura
- Titolo originale: Handle with Care
- Diretto da: Heather Cappiello
- Scritto da: Ashley Cardiff e David Johnson

### Trama
Daniel racconta il trascorso della sua giornata: all'accampamento di Morgan arrivano tra gli altri Victor, Sherry e Sarah per discutere della minaccia di coloro che lasciano scritte e avevano sabotato Tank Town. Morgan intanto si allontana insieme al rabbino Jacob con il blindato per andare a prendere un monitor fetale per Grace. All'accampamento esplode della dinamite che attira numerosi vaganti, ma quando Daniel apre il magazzino delle armi scopre che sono sparite. Preoccupato per la situazione, manda Grace e Charlie a un capanno poco distante, quindi fa entrare alcuni vaganti e sorprende Victor in possesso di una pistola. Daniel lo accusa di avere rubato le armi e lo minaccia per farsi dire dove le ha nascoste, quando Morgan ritorna eliminando i vaganti con il blindato. Rintracciate Grace e Charlie, affermano che Daniel le ha indirizzate verso una caverna inesplorata e poco dopo le armi vengono ritrovate proprio nel capanno di Daniel. Egli sta quindi raccontando l'accaduto a June che gli diagnostica un disturbo psicologico. Intanto Dakota suggerisce che secondo quanto diceva Virginia le persone che stanno cercando possano avere un rifugio sotterraneo vicino a Dallas: Luciana e Wesley decidono quindi di raggiungere Alicia e Althea, fuori per provviste, per esplorare la zona. Daniel nel frattempo abbandona l'accampamento pensando di essere un pericolo, così Victor gli offre di tornare a Lawton nella sua comunità.
- Guest star: Peter Jacobson (Jacob Kessner), Brigitte Kali Canales (Rachel), Cory Hart (Rollie), Bobbie Grace (Ranger Samuels).
- Ascolti USA: telespettatori 1.102.000 – rating 18-49 anni 0,2%[12]

## La proprietà
- Titolo originale: The Holding
- Diretto da: K.C. Colwell
- Scritto da: Channing Powell

### Trama
Althea, Alicia, Wes e Luciana, fingendosi rifugiati, arrivano nel parcheggio sotterraneo dove vivono i cultisti della fine del mondo. Vengono quindi interrogati sul loro passato e portati davanti a un vagante legato a un albero, chiedendo loro di riuscire a interpretarne il significato. Tra i componenti del gruppo Wesley riconosce suo fratello Derek che pensava morto: anche lui come gli altri però non risponde alle domande che sul posto in cui si trovano. Wesley e Althea cercano tra le cose di Derek trovando mappe e diari che confermano il coinvolgimento del suo gruppo a Tank Town. Wesley affronta il fratello apparentemente convincendolo a fuggire con loro per tornare da Morgan, ma vengono catturati perché Derek ha solo finto di aiutarli. Wesley viene portato dal fratello di nuovo davanti al vagante ed egli capisce che non è più la persona che conosceva, avendo attaccato Tank Town pur sapendo che lui fosse presente. I due lottano e nella colluttazione Wesley uccide il fratello, quindi salva gli amici e tentano di fuggire. Inseguiti dai nemici, Alicia rimane indietro per fare fuggire gli altri scatenando un incendio che distrugge il rifugio sotterraneo. Gli altri tre, tornati da Morgan, raccontano quanto accaduto e si organizzano per cercare Alicia. Mentre Althea cerca un modo per contattare Isabelle e avvisarla del pericolo di questo nuovo gruppo, Alicia è di nuovo stata catturata e incontra Teddy, il capo della comunità, che si dice convinto di portarla dalla sua parte.
- Guest star: John Glover (Teddy), Nick Stahl (Riley), Chinaza Uche (Derek), Brigitte Kali Canales (Rachel), Dean Neistat (Harvey).
- Ascolti USA: telespettatori 1.033.000 – rating 18-49 anni 0,2%[13]

## Nei sogni
- Titolo originale: In Dreams
- Diretto da: Michael E. Satrazemis
- Scritto da: Andrew Chambliss, Ian Goldberg e Nazrin Choudhury

### Trama
Grace si risveglia all'aperto aggredita da alcuni vaganti e viene salvata da una ragazza di nome Athena. Viene da lei riportata all’accampamento in cui sono inspiegabilmente passati sedici anni: tutto sembra andare per il meglio e Grace incontra un invecchiato Morgan che inizialmente non la riconosce. Egli racconta che lei è morta durante il parto, ma la nascita di Athena ha unito tutti. Morgan, Atena e Grace, escono per una passeggiata e trovano una macchina con la solita scritta, ma essa improvvisamente esplode e Morgan scompare. Grace continua a sentire Morgan che la chiama e ricorda di essere stata coinvolta nella stessa esplosione dopo essere uscita con Morgan per dirigersi all’ospedale di June. Nella realtà Morgan cerca di farla svegliare per farla partorire, ma parlando via radio con June per chiedere aiuto rivela la sua posizione, venendo così raggiunto dal gruppo sotterraneo. Nel sogno intanto Grace convince Athena ad accompagnarla nello stesso posto dove si trova Morgan per cercare di svegliarsi. Lì confessa ad Athena di essere sua madre e riesce a svegliarsi, mentre Morgan riesce a scacciare gli aggressori. Uno di loro, Riley, torna armato di pistola e si fa consegnare da Morgan la chiave che aveva sottratto a Emile. Grace riesce infine a partorire, ma la bambina nasce morta: si rende conto che il sogno che avuto fosse un modo per vivere con lei i suoi ultimi momenti.
- Guest star: Nick Stahl (Riley), Sahana Srinivasan (Athena), Mary Katherine Duhon (Charlie da adulta), Sean Koetting (Max da adulto).
- Ascolti USA: telespettatori 988.000 – rating 18-49 anni 0,2%[14]

## J.D.
- Titolo originale: J.D.
- Diretto da: Aisha Tyler
- Scritto da: Nick Bernardone e Jacob Pinion

### Trama
June arriva all’accampamento per poter visitare Grace, ma Morgan la respinge incolpandola dell'accaduto. June torna a Tank Town alla ricerca di indizi dove viene raggiunta da Dwight e Sherry, preoccupati per lei. Improvvisamente qualcuno spara contro di loro: mentre Dwight e Sherry combattono i vaganti attirati dagli spari, June cerca di raggiungere l'aggressore e trova un camper dove sono collocate delle mappe con molte informazioni sul gruppo dei graffiti. Colta di sorpresa dal proprietario del camper, June spiega che sono dalla stessa parte e lo convince a dirigersi verso un altro luogo con indizi. Ben presto l'uomo riconosce la pistola che ha June come sua e June capisce che si tratta del padre di John, anche lui chiamato John Dorie. Egli spiega di essere sulle tracce di Theodore "Teddy" Maddox, un predicatore pazzo che guida il culto sulla fine del mondo, da quando era un poliziotto negli anni '70. Siccome il camper ha un guasto, June convince John a dirigersi alla baita dove pensa si rifugi il ranger Hill, braccio destro di Virginia, sperando che possa avere altre informazioni su questo gruppo. Intanto Dwight e Sherry, alla ricerca di June, trovano il camper e una lettera di June dove li aggiorna su quanto scoperto. Sherry dice a Dwight che vuole tornare a est per uccidere Negan, ma egli infine la convince a ricominciare insieme dove sono adesso, dimenticando il passato. Durante una sosta all'emporio, John chiude June in una stanza perché non vuole che rischi la vita e procede da solo verso la baita. Lì trova il ranger Hill che dice di non avere informazioni e i due lottano: John rimane ferito, ma June, liberata da Dwight e Sherry, arriva e uccide Hill. I quattro porgono omaggio alla tomba di John e June legge la lettera che le ha lasciato. I quattro tornano all’accampamento dove Morgan si scusa con June e lei gli presenta il padre di John, mettendosi al lavoro per fermare il gruppo di Teddy.
- Guest star: Craig Nigh (Hill).
- Ascolti USA: telespettatori 1.091.000 – rating 18-49 anni 0,2%[15]

## Madre
- Titolo originale: Mother
- Diretto da: Janice Cooke
- Scritto da: Channing Powell e Alex Delyle

### Trama
Teddy, arrestato dal John senior prima dell’apocalisse, fuggì quando i vaganti invasero il carcere. Al presente arrivano nuove reclute del gruppo di Teddy, tra le quali Alicia riconosce Dakota. Teddy decide di portare in viaggio con sé Alicia e Dakota, lasciando la chiave recuperata a Riley. Teddy con le due ragazze riesuma da un cimitero il corpo di sua madre, ma sulla strada del ritorno la macchina fora una gomma per dei chiodi presenti sulla strada. I tre vengono raggiunti da alcuni vaganti e vengono aiutati dal sopraggiunto Cole, uno dei sopravvissuti dello stadio dove viveva Alicia. Cole li conduce in un'officina per cercare nuovi pneumatici, ma lì vengono accerchiati dal resto del gruppo di Cole che rivelano di essere diventati banditi. Il gruppo sistema la macchina e Cole cerca di costringere Teddy a rivelare dove sia il suo rifugio avendo sentito delle scorte che possiede: si accanisce sul corpo che trasportano, ma Teddy rivela che non è sua madre, bensì solo una scusa per mostrare ad Alicia il mondo attuale. Cole e il suo gruppo vogliono giustiziare Teddy e le due ragazze, ma l'arrivo di alcuni vaganti inizia una colluttazione dove Alicia uccide Cole e il suo gruppo viene divorato dai vaganti. Soddisfatto per l'accaduto, Teddy spiega ad Alicia che la chiave serve ad attivare un missile da un sottomarino spiaggiato che distruggerà il mondo. Alicia decide quindi di uccidere Teddy, ma Dakota lo difende puntandole contro un fucile. Alicia usa la radio e rivela il piano scoperto a Victor, ma viene catturata nuovamente da Riley e il resto del gruppo sopraggiunto. Teddy conduce quindi Alicia in un bunker sotterraneo all’interno di un resort e lì la rinchiude, dicendole che da lì dovrà ricostruire un nuovo mondo.
- Guest star: John Glover (Teddy), Nick Stahl (Riley), Sebastian Sozzi (Cole), Rhoda Griffis (Viv), Kenneth Wayne Bradley (Douglas), Thom Hallum (Hayes).
- Ascolti USA: telespettatori 940.000 – rating 18-49 anni 0,2%[16]

## USS Pennsylvania
- Titolo originale: USS Pennsylvania
- Diretto da: Heather Cappiello
- Scritto da: Nazrin Choudhury e Nick Bernardone

### Trama
Teddy, Riley e Dakota sono a bordo del sottomarino per lanciare le testate nucleari che trasporta e uccidere tutti, loro compresi. Intanto, Morgan, Victor, Dwight, Sherry, June e John entrano nel sottomarino nel tentativo di fermarli mentre Grace rimane all'ingresso per rimanere in comunicazione con Luciana e gli altri, diretti alla base navale per cercare informazioni sul sottomarino. Morgan e gli altri si fanno strada nel sottomarino invaso dai vaganti un tempo membri dell'equipaggio, utilizzando la radio di emergenza per comunicare con Grace. Teddy si intromette nella comunicazione dicendo che non li fermeranno e scopre che anche John è con loro. Attaccato dai vaganti, il gruppo si separa: Morgan e Victor cercano una strada alternativa per evitare un comparto ad alta radioattività, ma finiscono circondati dai vaganti. Victor spinge Morgan per crearsi una via di fuga e raggiunge la porta del ponte di comando, venendo fermato da Dakota con in pugno una pistola: la ragazza via radio dice a tutti che egli ha ucciso Morgan e che ha seguito Teddy per liberarsi di gente egoista come Victor, ma viene fermata dallo stesso Morgan che la stordisce. Lui e Victor raggiungono infine il ponte di comando, ma Riley e Teddy riescono a lanciare un missile con dieci testate prima di essere fermati. Morgan li interroga su dove colpiranno, ma anch'essi lo ignorano e decide quindi di lasciarli andare.
- Guest star: John Glover (Teddy), Peter Jacobson (Jacob Kessner), Nick Stahl (Riley), Brigitte Kali Canales (Rachel), Cory Hart (Rollie).
- Ascolti USA: telespettatori 872.000 – rating 18-49 anni 0,1%[17]

## L'inizio
- Titolo originale: The Beginning
- Diretto da: Michael E. Satrazemis
- Scritto da: Ian Goldberg e Andrew Chambliss

### Trama
Morgan cerca di fermare il missile nucleare e manda a tutti un messaggio via radio dicendo di vivere al meglio quelli che potrebbero essere i loro ultimi momenti. Rachel, rimasta ferita mentre cercava di riparare l'auto e impossibilitata a proseguire, si carica nello zaino la figlia, si lega al cane e si suicida facendosi trasportare come vagante. Intanto Rollie ha catturato Riley che ha rivelato l'esistenza di un bunker vicino: a bordo del blindato vuole condurre lì Daniel, Sarah, Charlie, Jacob e Wesley, ma durante il tragitto Daniel capisce dalle sue parole che anche Rollie sia un accolito del culto e lo uccide a sangue freddo. Charlie spara a Riley quando tenta di attaccarli ed egli conferma quanto sospettato da Daniel. Il gruppo decide quindi di dirigersi verso delle coordinate sentite via radio da Daniel dove vengono soccorsi da un elicottero del CRM, inviato da Althea. Dwight e Sherry intanto raggiungono una casa nel bosco i cui proprietari rivelano che i componenti del gruppo di Teddy hanno occupato il loro rifugio sotterraneo: Dwight e Sherry li riescono a snidare e lì si rifugiano insieme alla famiglia. Nel frattempo Teddy porta Dakota a un bel vedere dove assistere all'esplosione, ma vengono raggiunti da John e June che dicono a Dakota che la perdonano per aver ucciso John e di non fidarsi di Teddy, rivelando che egli non vuole sacrificarsi, ma l'ha condotta all'ingresso di un rifugio antiatomico. I due non riescono a convincerla, ma riescono a entrare nel rifugio mentre Dakota uccide Teddy venendo poi uccisa carbonizzata dall'esplosione atomica. Victor intanto si rifugia in un edificio dove incontra Howard, un professore di storia che ha accumulato reperti, raccontando quanto successo, ma spacciandosi per Morgan. Quando però entrambi sopravvivono all'esplosione, ride della sua sorte rivelando di chiamarsi Victor e di essere un approfittatore. Grace, rimasta al sottomarino con Morgan, lo convince a suicidarsi insieme perché anche sopravvivendo all'esplosione non vuole rivivere quanto successo all'ex compagno, ovvero le conseguenze dell'esposizione alle radiazioni. Prima che possano farlo, sentono il pianto della figlia di Rachel, portata fino lì dal cane: decidono di prendersene cura e si riparano sotto un veicolo rimanendo illesi.
- Guest star: Peter Jacobson (Jacob Kessner), Nick Stahl (Riley), Omid Abtahi (Howard), Brigitte Kali Canales (Rachel), Cory Hart (Rollie), Julia Barnett (Kim Larson), Aaron Spivey-Sorrells (Kevin Larson), Ella McCain (Briga Larson), Austin Alexander (accolito).
- Ascolti USA: telespettatori 1.045.000 – rating 18-49 anni 0,2%[18]